# Phitsanulok (miasto)
Phitsanulok (taj. พิษณุโลก) – miasto w północnej Tajlandii, na Nizinie Menamu, nad rzeką Nan, ośrodek administracyjny prowincji Phitsanulok.
Zamieszkane przez około 84 tys. mieszkańców.